# Enzo Crivelli
Enzo Vito Gabriel Crivelli (Rouen, 6 de fevereiro de 1995) é um futebolista francês que atua como centroavante. Atualmente defende o Sepahan.

## Carreira
Enzo Crivelli começou a carreira no Bordeaux.

## Títulos
İstanbul Başakşehir
- Campeonato Turco: 2019–20